# The Sound of Jazz
The Sound of Jazz (el sonido del Jazz) fue un programa televisivo, monocapitular, de jazz producido y retransmitido por la CBS en 1957. Durante su hora de duración se exhiben las interpretaciones de 32 músicos representativos de la era del swing.

## Estructura
- Open All Night: Introducción en ensemble con todos los instrumentistas.
- The Count Blues
- Wild Man Blues
- Rosetta: Henry "Red" Allen, Rex Stewart, Pee Wee Russell, Coleman Hawkins, Vic Dickenson, Milt Hinton, Danny Barker y Nat Pierce.
- Dickie's Dream: Ensemble y solos instrumentales.
- Blue Monk: Thelonious Monk al piano como protagonista, con Ahmed Abdul Malik y Osie Johnson de acompañantes.
- I Left My Baby: Jimmy Rushing a la voz con toda la banda.
- Fine and Mellow: Billie Holiday a la voz con Roy Eldridge, Doc Cheatham, Vic Dickinson, Coleman Hawkins, Ben Webster, Lester Young y Gerry Mulligan de acompañantes-solistas y Mal Waldron, Milt Hinton y Osie Johnson.
- The Train and the River
- Blues My Naughty Sweetie Gave to Me